# 栃ヶ沢公園駅
栃ヶ沢公園駅（とちがさわこうえんえき）は、岩手県陸前高田市高田町字栃ヶ沢にある東日本旅客鉄道（JR東日本）大船渡線BRT（バス高速輸送システム）のバス停留所である。
陸前高田駅が新中心市街地へ移設されたことに伴い、移設跡近辺に当駅が設置された。

## 歴史
- 2018年（平成30年）4月1日：開業[1]。
- 2024年（令和6年）3月16日：当駅付近から陸前高田駅間の経路変更に伴い、下りの乗降場を移設[2]。

## 駅構造
一般道上にバスポールのみ設置されており、陸前高田市路線バス、住田町コミュニティバスの「県営栃ヶ沢アパート」「栃ヶ沢アパート」停留所と同位置にある。両方向ともバスベイ型となっている。
開設当初は、国道340号の三陸沿岸道路陸前高田IC出入口付近から当駅がある高台へ乗り入れ、駅付近を周回して国道に戻るルートとなっていたため、両方向とも現在の上り方面の乗降場を共用していた。

## 利用状況
JR東日本によると、2023年度（令和5年度）の1日平均乗車人員は9人である。
開業後の推移は以下のとおりである。
| 乗車人員推移       | 乗車人員推移     | 乗車人員推移   |
| 年度               | 1日平均 乗車人員 | 出典           |
| ------------------ | ---------------- | -------------- |
| 2018年（平成30年） | 27               | [ 利用客数 2 ] |
| 2019年（令和元年） | 21               | [ 利用客数 3 ] |
| 2020年（令和02年） | 12               | [ 利用客数 4 ] |
| 2021年（令和03年） | 11               | [ 利用客数 5 ] |
| 2022年（令和04年） | 9                | [ 利用客数 6 ] |
| 2023年（令和05年） | 9                | [ 利用客数 1 ] |

## 駅周辺
陸前高田市中心部から北西の高台にあり、2011年（平成23年）5月以降、東日本大震災の津波で被災した陸前高田市役所の仮庁舎が設置されていた。また、周辺は山林であったが震災後に大規模な造成が行われ、2016年（平成28年）に入居を開始した岩手県最大規模の団地となる災害公営住宅・県営栃ヶ沢アパートや消防防災センター、コミュニティホールなどが整備された。
なお、陸前高田市役所は、2021年（令和3年）5月に陸前高田駅の北方に再建された庁舎へ移転した。
- 県営栃ヶ沢アパート（災害公営住宅）
- 陸前高田市消防防災センター
- 陸前高田市コミュニティホール
- 栃ヶ沢公園[8]
- 大船渡警察署高田幹部交番
- 国道340号高田バイパス
- 三陸沿岸道路陸前高田インターチェンジ
- 東北労働金庫高田支店

## 隣の停留所
東日本旅客鉄道（JR東日本）
■大船渡線BRT
竹駒駅 - 栃ヶ沢公園駅 - 陸前高田駅

### 記事本文
1. ↑  「大船渡線BRT「陸前高田駅」移転及び「栃ヶ沢公園駅」新設等のお知らせ (PDF)」（プレスリリース）、東日本旅客鉄道盛岡支社、2017年10月30日。2017年11月6日時点のオリジナル (PDF)よりアーカイブ。2017年12月1日閲覧。
2. ↑  「大船渡線BRT・気仙沼線BRTダイヤ改正について (PDF)」（プレスリリース）、東日本旅客鉄道盛岡支社／東日本旅客鉄道東北本部、2023年12月15日。2023年12月24日閲覧。
3. ↑  「陸前高田市地域公共交通マップ (PDF)」陸前高田市、2024年5月15日。2025年1月10日閲覧。
4. ↑  「令和6年度陸前高田市地域公共交通運行方針（案）資料編 (PDF)」陸前高田市、2024年1月19日。2024年3月26日閲覧。
5. 1 2  「お別れプレハブ庁舎 通常業務終了 6日に新庁舎が開庁」『東海新報』2021年5月1日。2024年3月26日閲覧。
6. ↑  「東日本大震災津波における岩手県の住宅復興 (PDF)」岩手県、2023年4月4日。2024年3月26日閲覧。
7. ↑  「陸前高田市栃ヶ沢団地」『NTTファシリティーズ一級建築士事務所 建築PROJECT』NTTファシリティーズ。2024年3月26日閲覧。
8. ↑  「広報りくぜんたかた 平成28年12月1日号（No.998） (PDF)」陸前高田市、3頁。2025年7月14日閲覧。

### 利用状況
1. 1 2  「BRT駅別乗車人員（2023年度） | 企業サイト：JR東日本」東日本旅客鉄道。2025年7月14日閲覧。
2. ↑  「BRT駅別乗車人員（2018年度）：JR東日本」東日本旅客鉄道。2025年7月14日閲覧。
3. ↑  「BRT駅別乗車人員（2019年度）：JR東日本」東日本旅客鉄道。2025年7月14日閲覧。
4. ↑  「BRT駅別乗車人員（2020年度） | 企業サイト：JR東日本」東日本旅客鉄道。2025年7月14日閲覧。
5. ↑  「BRT駅別乗車人員（2021年度） | 企業サイト：JR東日本」東日本旅客鉄道。2025年7月14日閲覧。
6. ↑  「BRT駅別乗車人員（2022年度） | 企業サイト：JR東日本」東日本旅客鉄道。2025年7月14日閲覧。